# Friedrich de La Motte Fouqué

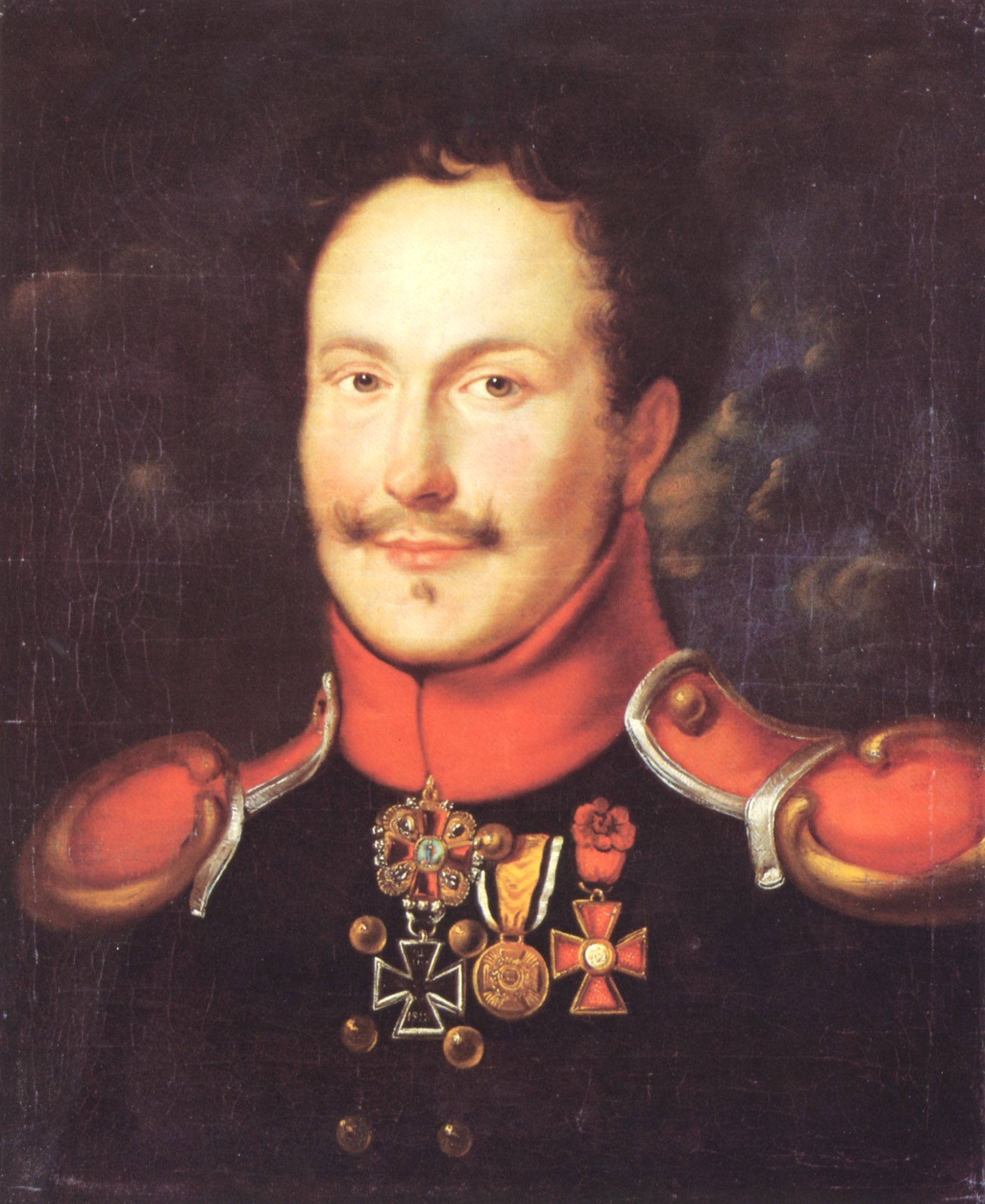
Friedrich de la Motte-Fouqué (Gemälde eines unbekannten Künstlers, um 1815)

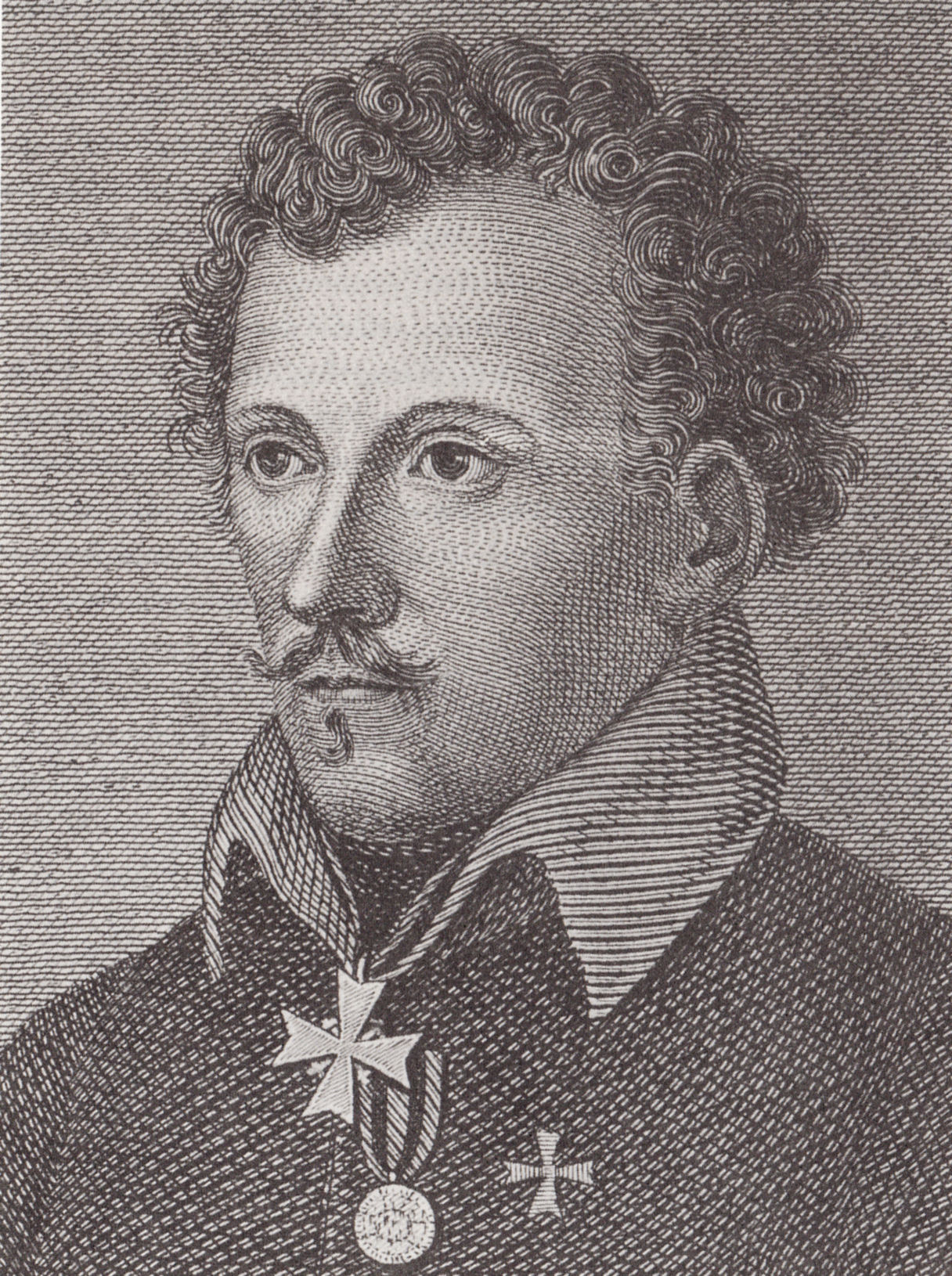
Friedrich de la Motte-Fouqué (Stich von L. Staub)

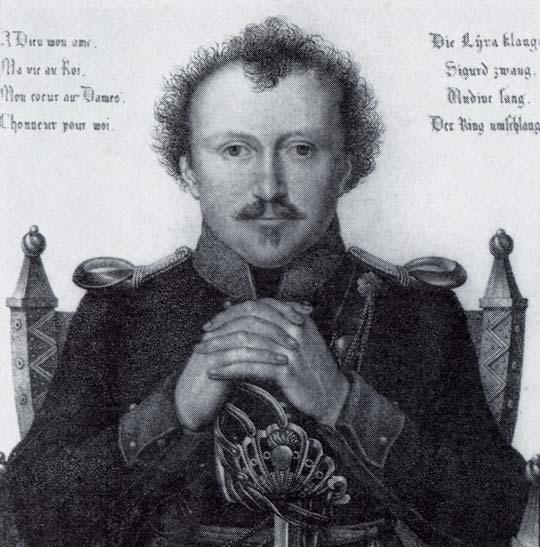
Friedrich de la Motte-Fouqué (Kupferstich von F. Fleischmann nach einer Zeichnung von W. Hensel, um 1820)

Baron Friedrich Heinrich Karl de la Motte Fouqué (Pseudonyme Pellegrin und A. L. T. Frank; * 12. Februar 1777 in Brandenburg an der Havel; † 23. Januar 1843 in Berlin) war einer der ersten deutschen Dichter der Romantik.

## Leben

### Herkunft, Jugend und Militärzeit
Friedrich Heinrich Karl Baron de la Motte Fouqué (voller Name: Friedrich Heinrich Karl Baron de la Motte Fouqué, Baron de Thonnayboutonne, Baron de Saint-Surin, Seigneur de la Greve) entstammte einer altadligen französischen Hugenottenfamilie aus Brandenburg an der Havel. Sein Taufpate war Friedrich der Große. Seine Kindheit verlebte er auf dem elterlichen Gut Sacrow bei Potsdam, später auf Lentzke bei Fehrbellin. Fouqué wurde von wechselnden Hauslehrern (unter anderen Dietrich Arnold Friedrich Sachse und August Ludwig Hülsen) erzogen. Durch seinen Großvater, Heinrich August de la Motte Fouqué (1698–1774), General der preußischen Armee unter Friedrich II., vorbestimmt, trat er in frühem Alter der preußischen Armee bei. Mit siebzehn hatte er bereits den Rang eines Fähnrichs inne und nahm am Rheinfeldzug von 1794 teil. Er diente danach als Leutnant im Kürassierregiment des Herzogs von Weimar in Aschersleben. Ab 1798 war er mit Marianne von Schubaert verheiratet, von der er sich 1802 scheiden ließ. Im selben Jahr trat er aus der Armee aus.

### Neuanfang
Während seiner Zeit in Weimar hatte er Begegnungen mit Goethe, Schiller und Herder. 1803 heiratete er die zwei Jahre ältere Gutserbin Caroline von Rochow, geborene Caroline Philippine von Briest. Fouqué und seine Frau lebten auf Schloss Nennhausen bei Rathenow. Beide waren schriftstellerisch tätig. Fouqué veröffentlichte zunächst unter dem Pseudonym Pellegrin. Fouqués Förderer wurde August Wilhelm Schlegel, der dessen Dramatische Spiele (1804) herausgab.
Es folgten die Romanzen vom Thale Ronceval (1805), der Roman Historie vom edlen Ritter Galmy und einer schönen Herzogin aus Bretagne (1806), der Roman Alwin (1808) und das Heldenspiel Sigurd, der Schlangentöter (1808) – Werke, welche in Stoff, poetischer Auffassung und Darstellungsweise seine spätere Dichtung bereits kennzeichneten. Die Reckensagen des Nordens und die französischen Rittergeschichten des Mittelalters flossen bei ihm zu einer phantastischen Welt zusammen.

### Höhepunkte des literarischen Schaffens, Rückkehr zum Militär

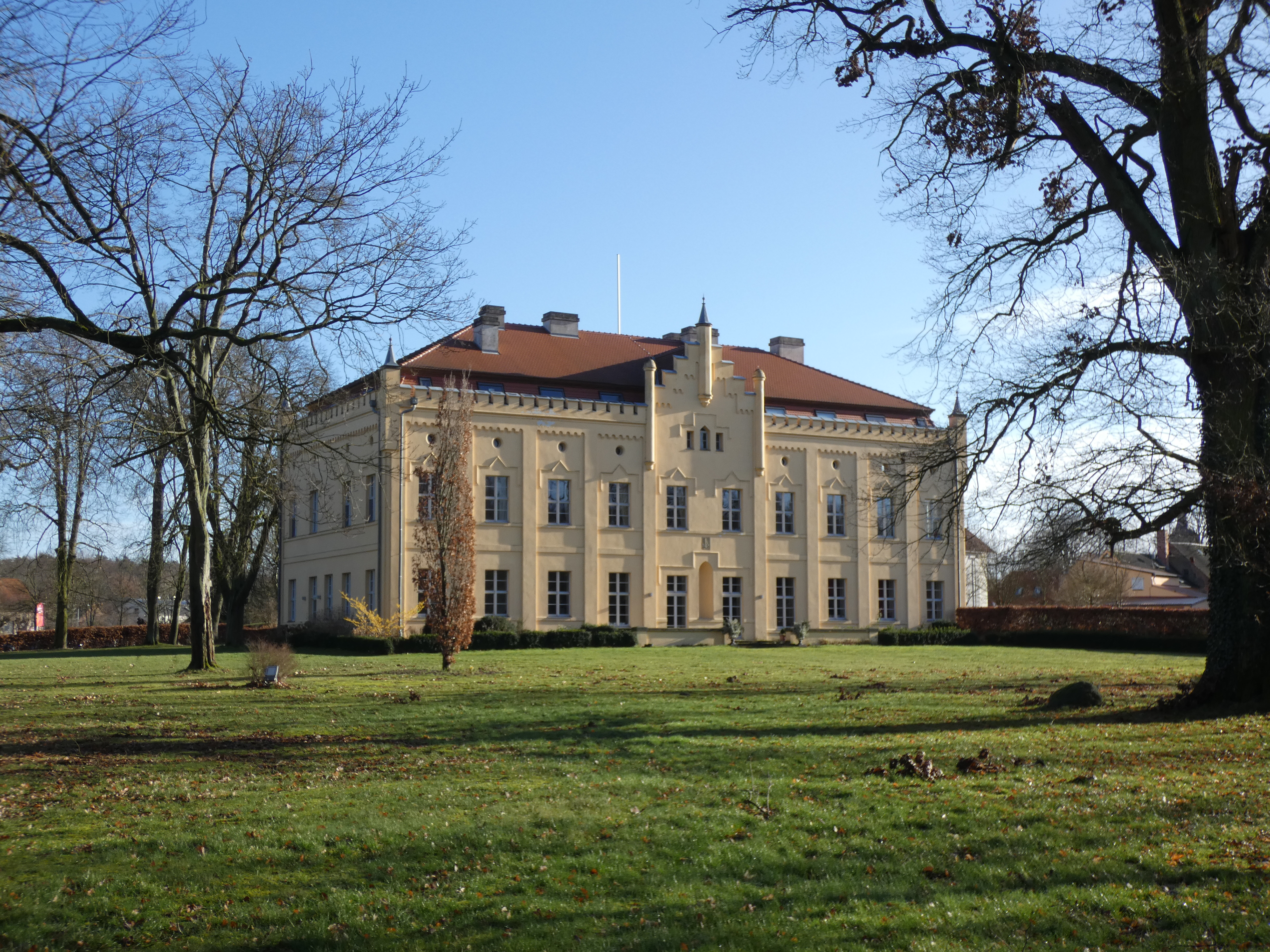
Schloss Nennhausen

Zwischen den Jahren 1808 und 1820 nahm Fouqués Leben und Dichten den größten Aufschwung. 1811 erschien in Berlin Undine, eine mit fantastischen Elementen durchsetzte, teilweise im Märchenton verfasste Erzählung. Darauf folgte der Ritterroman Der Zauberring (Nürnberg 1812). Im selben Jahr führte Fouqués Patriotismus ihn in die preußische Armee zurück. Er nahm als Leutnant und Rittmeister bei den freiwilligen Jägern an den Schlachten des Befreiungskrieges teil, erhielt 1815 als Major den Abschied und lebte danach wieder auf Gut Nennhausen.
Die Fahrten Thiodulfs, des Isländers (Hamburg 1815), die Kleinen Romane (Berlin 1814–19, 6 Bde.), Sängerliebe (Stuttgart 1816) und Die wunderbaren Begebenheiten des Grafen Alethes von Lindenstein (Leipzig 1817) wurden durch die Neuen Schauspiele (Alf und Yngwi, Die Irmensäule, Runenschrift), ritterliche Tragödien (Die Pilgerfahrt, Der Jarl der Orkneyinseln), epische Gedichte wie Corona (Stuttgart 1814), Karls d. Gr. Geburt und Jugendjahre (Nürnberg 1814) und durch zahllose kleinere Erzählungen, Dramen und Abenteuer ergänzt.
1818 erschienen in Nürnberg bei Johann Leonhard Schrag die beiden Bände Altsächsischer Bildersaal, mit Vorwort von 1817, darin die Dramen Herrmann, ein Heldenspiel in vier Abentheuern (412 Seiten) sowie (Band II) Welleda und Ganna – Eine altdeutsche Geschichte (25 Kapitel auf 688 Seiten, mit Privilegs-Vorwort der Königlich württembergischen Ober-Regierung, Freiherr von Holzschuher, Stuttgart 1817 sowie Carlsruhe 1818).
Auch gehörte er dem Kreis der „Serapionsbrüder“ um E. T. A. Hoffmann an.

### Einschnitte, späte Zeit und Ende

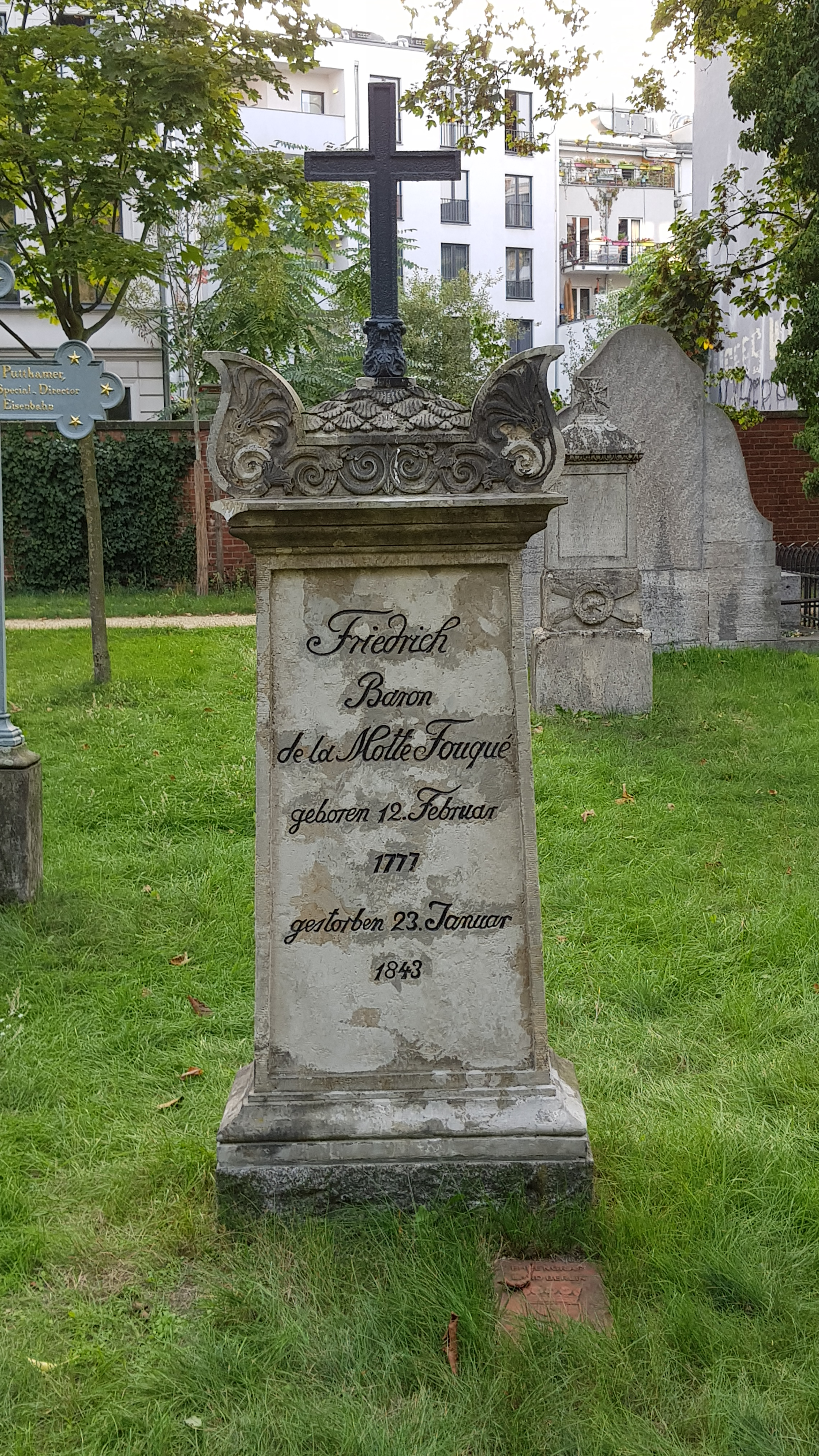
Ehrengrab auf dem Alten Garnisonfriedhof in Berlin-Mitte, September 2020

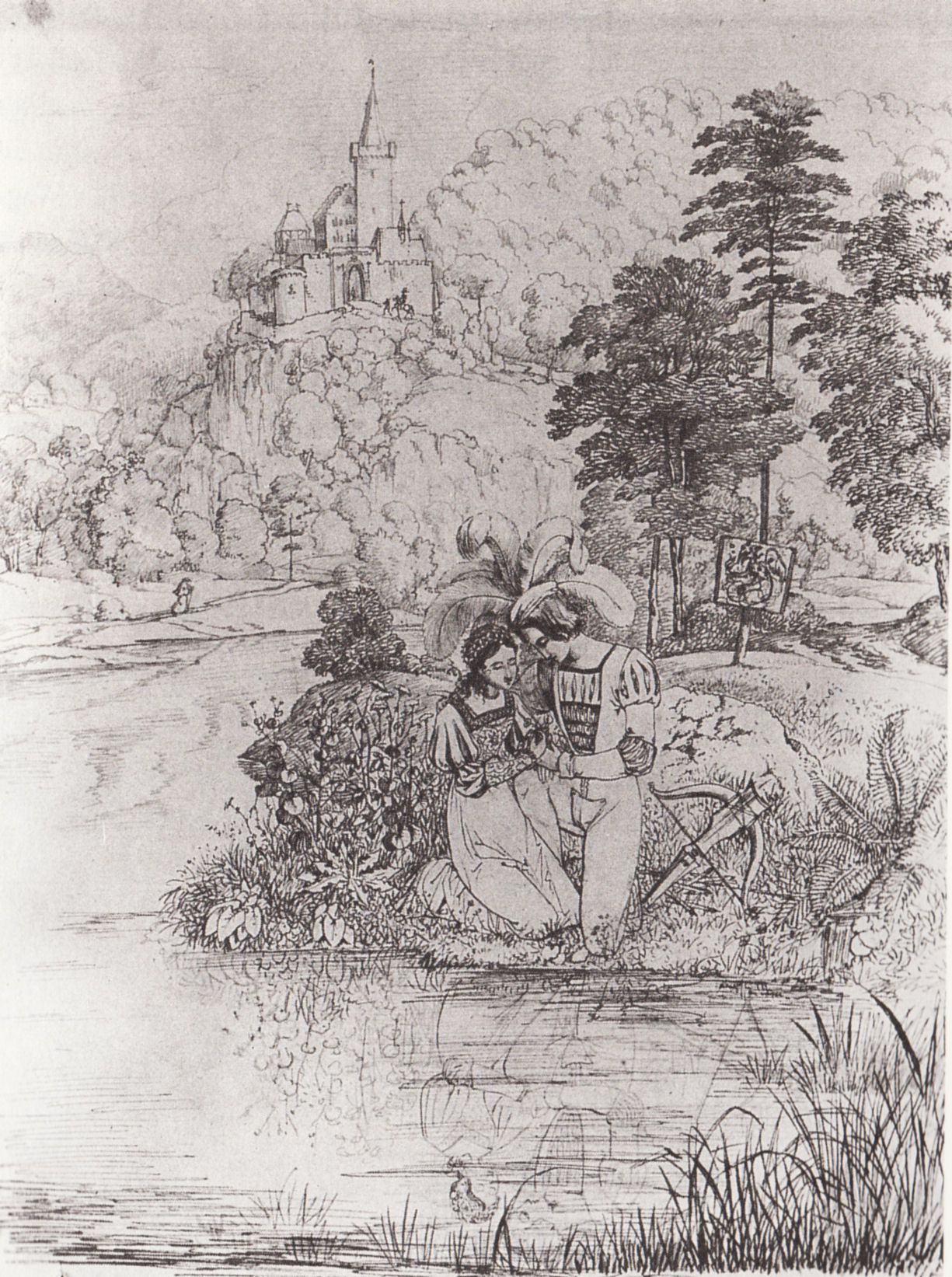
Otto und Bertha am Donaustrand (Illustration von Carl Philipp Fohr zu Fouqués Roman „Der Zauberring“)

1818 erlitt Fouqué einen Schlaganfall. Danach erschienen die Erzählungen Bertrand du Guesclin (Leipzig 1821), Ritter Elidouc, altbretagnische Sage (Leipzig 1823), Die Saga von Gunlaugar, genannt Drachenzunge, und Rafn dem Skalden. Eine Islandskunde des 9. Jahrhunderts (Wien 1826), Jakob Böhme, ein biographischer Denkstein (Greiz 1831).
Freundschaftlich verbunden mit Ernst von Rüchel schrieb er nach dessen Tod eine zweibändige Biografie (Berlin 1826), sie entstand zu einem großen Teil aus Angaben von dessen Adjutanten und Freund Johann von Brixen.

1831 starb seine Frau Caroline. 1833 heiratete er die Schriftstellerin Albertine Maria Tode (Barth 6. März 1806 – Hannover 28. Februar 1876), die später auch seinen Nachlass herausgab, und wohnte in Halle (Saale). Es folgten Die Weltreiche zu Anfang der Jahre 1835–40, Dichtungen (Halle 1835–40, 6 Hefte), Preußische Trauersprüche und Huldigungsgrüße für das Jahr 1840 (Halle 1840). 1841 kehrte er nach Berlin zurück und gab Die Ausgewählten Werke, Ausgabe letzter Hand (in zwölf Bänden) heraus. Es folgte noch vor seinem Tod Der Pappenheimer Kürassier, Szenen aus der Zeit des Dreißigjährigen Kriegs (Nordhausen 1842). Er gab in Gemeinschaft mit Ludwig von Alvensleben die Zeitung für den Deutschen Adel (Leipzig 1840–42) heraus.
Fouqué starb am 23. Januar 1843 in Berlin. Sein Grab befindet sich auf dem Alten Garnisonfriedhof in Berlin-Mitte, Kleine Rosenthaler Straße Ecke Linienstraße.
Die Heimatstadt Brandenburg an der Havel ehrte ihren Dichter, indem sie der Stadtbibliothek am 23. Januar 1998 den Namen Fouqué-Bibliothek gab. Diese veranstaltet zusammen mit dem Brandenburger Wochenblatt jährlich den Undine-Schreibwettbewerb für junge Talente im Alter von 7 bis 25 Jahren. Im Kleist-Museum Frankfurt (Oder) wird auch das literarische Erbe Friedrich de la Motte Fouqués gepflegt.

## Werke
Am bekanntesten ist weiterhin die Undine. Eine Wiederbelebung und eine Reihe von Neuauflagen und Nachdrucken erfuhr sein Werk durch die Biografie Arno Schmidts: Fouqué und einige seiner Zeitgenossen (1958).

### Veröffentlichungen zu Lebzeiten (Auswahl)
- Dramatische Spiele. Als Pellegrin. Verlag Johann Friedrich Unger, Berlin 1804 (Digitalisat bei der Bayerischen Staatsbibliothek).
- Romanzen vom Thale Ronceval. Realschulbuchhandlung, Berlin 1805 (Nachdruck: De Gruyter, Berlin 2020, ISBN 978-3-111-22326-1).
- Historie vom edlen Ritter Galmy und einer schönen Herzogin aus Bretagne. Als Pellegrin. Himburg’sche Buchhandlung, Berlin 1806 (1. Teil im Internet Archive).
- Alwin. Ein Roman in zwei Bänden. Als Pellegrin. Verlag Friedrich Braunes, Berlin 1808 (Band 1, Band 2 bei der Bayerischen Staatsbibliothek – Nachdruck: Georg Olms Verlag, Hildesheim/Zürich 1990, ISBN 3-487-09159-3).
- Der Held des Nordens. Verlag Julius Eduard Hitzig, Berlin 1810 (Band 1, Band 2, Band 3 bei der Bayerischen Staatsbibliothek).
- Der Todesbund. Ein Roman. Halle (Saale)/Berlin 1811 (Nachdruck: Georg Olms Verlag, Hildesheim/Zürich 1992, ISBN 3-487-09160-7).
- Undine. Eine Erzählung. In: Die Jahreszeiten. Eine Vierteljahrsschrift für romantische Dichtungen. Frühlingsheft. Julius Eduard Hitzig, Berlin 1811 (Digitalisat und Volltext im Deutschen Textarchiv – Nachdruck: Omnium Verlag, Berlin 2017, ISBN 978-3-95822-091-1).
  - Libretto zur Oper Undine nach seiner eigenen Vorlage, vertont von E. T. A. Hoffmann, UA 1816
- Der Zauberring. Ein Ritterroman. Nürnberg 1812 (Volltext beim Projekt Gutenberg – Nachdruck: Georg Olms Verlag, Hildesheim/Zürich 1989, ISBN 3-487-09162-3).
- Die beiden Hauptleute. Eine Erzählung. Berlin 1812 (Digitalisat einer Ausgabe von 1880 im Internet Archive – Nachdruck: Georg Olms Verlag, Hildesheim/Zürich 1994, ISBN 3-487-09161-5).
- Die Hülfe der heiligen Jungfrau, Der Siegeskranz, Die Nacht im Walde. In: Taschenbuch der Sagen und Legenden. Realschulbuchhandlung, Berlin 1812 (Digitalisat bei der Universitäts- und Landesbibliothek Düsseldorf).
- Das Schauerfeld. Eine Rübezahlgeschichte. Verlag Julius Eduard Hitzig, Berlin 1814 (Volltext beim Projekt Gutenberg).
- Die Fahrten Thiodolfs des Isländers. Ein Ritterroman. F. Haassche Buchhandlung, Wien 1815 (Band 1, Band 2 beim Project Gutenberg – Nachdruck: Georg Olms Verlag, Hildesheim/Zürich 1989, ISBN 3-487-09164-X).
- Sintram und seine Gefährten. Eine Nordische Erzählung nach Albrecht Dürer. Verlag Katharina Gräffer und Härter., Wien 1815 (Volltext beim Projekt Gutenberg – Nachdruck: Hofenberg, Berlin 2014, ISBN 978-3-8430-4861-3).
- Die wunderbaren Begebenheiten des Grafen Alethes von Lindenstein. 1816 (Volltext beim Projekt Gutenberg).
- Aslauga’s Ritter. Berlin 1816 (Volltext beim Projekt Gutenberg).
- Gedichte. Erster Theil. Gedichte aus dem Jünglings-Alter. Cotta, Stuttgart 1816 (Digitalisat beim MDZ).
- Sängerliebe. Stuttgart/Tübingen 1817 (Nachdruck: Georg Olms Verlag, Hildesheim/Zürich 1994, ISBN 3-487-09790-7).
- Gedichte. Zweyter Theil. Gedichte aus dem Mannesalter. Bauer, Wien 1818 (Volltext beim Projekt Gutenberg – Gewidmet Friedrich Graf von Schmettau (1741–1807)).
- Welleda und Ganna. Nürnberg 1818 (Nachdruck: Georg Olms Verlag, Hildesheim/Zürich 1993, ISBN 3-487-09166-6).
- Die vier Brüder von der Weserburg. Schrag’sche Verlagsbuchhandlung, Nürnberg 1820 (Nachdruck: Georg Olms Verlag, Hildesheim/Zürich 1989, ISBN 3-487-09167-4).
- Der Verfolgte. Eine Rittersage. Berlin 1821 (Nachdruck: Georg Olms Verlag, Hildesheim/Zürich 1989, ISBN 3-487-09168-2).
- Kleinere biographische Schriften. Tübingen 1821 (Nachdruck: Georg Olms Verlag, Hildesheim/Zürich 2018, ISBN 978-3-487-15706-1).
- Ritter Elidouc. Eine altbretannische Sage. Leipzig 1823 (Nachdruck: Georg Olms Verlag, Hildesheim/Zürich 1989, ISBN 3-487-09221-2).
- Wilde Liebe, zweiter Theil. Leipzig 1823 (Nachdruck: Georg Olms Verlag, Hildesheim/Zürich 2017, ISBN 978-3-487-15525-8).
- Der Refugié oder Heimat und Fremde. Ein Roman. Verlag Wilhelm Hennings, Gotha/Erfurt 1824 (Nachdruck: Georg Olms Verlag, Hildesheim/Zürich 1989, ISBN 3-487-09244-1).
- Der Bischof und der Ritter. Cawitzel, Berlin 1824 (Nachdruck: Georg Olms Verlag, Hildesheim/Zürich 1990, ISBN 3-487-09169-0).
- Lebensbeschreibung des Königl. Preuß. Generals der Infanterie Heinrich August Baron de la Motte Fouqué. Berlin 1824 (Nachdruck: Georg Olms Verlag, Hildesheim/Zürich 2016, ISBN 978-3-487-15385-8).
- Sophie Ariele. Eine Novelle. Berlin 1826 (Nachdruck: Georg Olms Verlag, Hildesheim/Zürich 1989, ISBN 3-487-09170-4).
- Geschichte der Jungfrau von Orleans. Berlin 1826 (Nachdruck: Georg Olms Verlag, Hildesheim/Zürich 2019, ISBN 978-3-487-15831-0 (1. Teil) und ISBN 978-3-487-15832-7 (2. Teil)).
- Die Saga von dem Gunlaugur, genannt Drachenzunge und Rafn dem Skalden. Eine Islandskunde des 11. Jahrhunderts. Verlag Anton Pichler, Wien 1826 (Volltext beim Projekt Gutenberg – Nachdruck: Georg Olms Verlag, Hildesheim/Zürich 1990, ISBN 3-487-09171-2).
- Mandragora. Eine Novelle. Verlag Johann Daniel Sander, Berlin 1827 (Nachdruck: Georg Olms Verlag, Hildesheim/Zürich 1991, ISBN 3-487-09172-0).
- Ernst Friedrich Wilhelm Philipp v. Rüchel, Königl. Preuß. General der Infanterie. Militairische Biographie. Maurersche Buchhandlung, Berlin 1828 (1. Teil, 2. Teil bei Google Books)
- Ausgewählte Werke. 12 Bde. Halle 1841.
- Der Sängerkrieg auf der Wartburg. Ein Dichterspiel. Verlag Friedrich August Herbig, Berlin 1828 (Digitalisat bei Google Books).
- Göthe und Einer seiner Bewundrer. Ein Stück Lebensgeschichte. Verlag Alexander Dunker, Berlin 1840 (Digitalisat im Internet Archive).
- Lebensgeschichte des Baron Friedrich de La Motte Fouqué. Aufgezeichnet durch ihn selbst. Verlag C. A. Schwetschke & Sohn, Halle (Saale) 1840 (Digitalisat beim Internet Archive – Nachdruck: Georg Olms Verlag, Hildesheim/Zürich 2018, ISBN 978-3-487-15409-1).

### Postum
- Abfall und Buße oder die Seelenspiegel. Ein Roman aus der Gränzscheide des achtzehnten und neunzehnten Jahrhunderts. Verlag Theodor Enslin, Berlin 1844 (Band 1, Band 2, Band 3 bei der Bayerischen Staatsbibliothek – Nachdruck: Georg Olms Verlag, Hildesheim/Zürich 1989, ISBN 3-487-09173-9)
- Joseph und seine Geige. Eine Novelle. Verlag Carl Christian Horvath, Potsdam 1845 (Nachdruck: Georg Olms Verlag, Hildesheim/Zürich 1989, ISBN 3-487-09174-7).
- Geistliche Gedichte. Auswahl und Vorwort von Hermann Kletke. Verlag W. Adolf & Co., Berlin 1846 (Digitalisat der 2. Auflage bei Google Books).
- Christliche Gedichte. Berlin 1862.
- Das Galgenmännlein. Hamburg 1986, mit 13 Holzstichen von Andreas Brylka (Edition der Büttenpapierfabrik Hahnemühle)